# Baksa (dystrykt)
Baksa – jest jednym z 27 dystryktów administracyjnych w stanie Assam w Indiach, położony w północno-wschodniej części stanu. Stolicą dystryktu jest miasto Mushalpur. Dystrykt graniczy z państwem Bhutan od północy oraz z dystryktami stanu Assam; Udalguri od wschodu, Barpeta, Nalbari oraz Kamrup od południa, a także Chirang od zachodu. Rejon ma obszar 2400 km², a populacja wyniosła 862 560 osób, w 2001.

## Podział administracyjny
Dystrykt posiada trzy jednostki zależne (sub-divisions), są to: Mushalpur, Salbari oraz Tamulpur. Jednostki te podzielone są dalej na 13 okręgów podatkowych: Baksa, Barama, Tamulpur, Goreswar, Baganpara, Ghograpar, Barnagar, Bajali, Jalah, Patharighat, Rangia, Sarupeta oraz Tihu.